# Wierzbowiec (obwód iwanofrankiwski)
Wierzbowiec (Wierzbowiec Kameralny, ukr. Вербовець) – wieś na Ukrainie, w obwodzie iwanofrankiwskim, w rejonie kosowskim. 
W II Rzeczypospolitej miejscowość w składzie powiatu kosowskiego województwa stanisławowskiego.
W latach 1943–1944 nacjonaliści ukraińscy z OUN-UPA zamordowali 30 Polaków.